# نقطه بحران اجتماعی
طبق تعریف انجمن شهرها آلمان (۱۹۷۹)، یک نقطه بحران اجتماعی (مترادف با مناطق مشکل‌دار) منطقه‌ای مسکونی است که در آن عواملی بر شرایط زندگی ساکنان آن‌ها و به ویژه فرصت‌های توسعه یا شرایط اجتماعی شدن آنها تأثیر منفی می‌گذارد که اغلب در مورد کودکان و جوانان رخ می‌دهد.

## استفاده
امروزه این اصطلاح در ادبیات علوم اجتماعی برای مناطق محلی طرد شده استفاده می‌شود. این نوع محلات در مناطق مسکونی شهری که به لحاظ فضایی محدود شده‌اند به وجود می‌آیند که در آن ساکنان با کسری‌های بالاتر از حد متوسط مانند فقر نسبی، ضعف‌های یکپارچه‌سازی و بیکاری و همچنین فقر ارتباطاتی مواجه هستند. علل دیگر برنامه‌ریزی نادرست در توسعه شهری و سیاست مسکن است. از آنجایی که این اصطلاح می‌تواند منجر به بدنامی اجتماعی بیشتر شود، اصطلاحات رسمی مانند «محله محروم» یا «منطقه با نیازهای توسعه ویژه» به‌طور فزاینده ای مورد استفاده قرار می‌گیرند. در فرهنگ عمومی، اصطلاح «نقطه بحران اجتماعی» اغلب با مفاهیم سطوح بالاتر جرم و جنایت یا بی‌توجهی همراه است که می‌تواند منجر به تبعیض بیشتر شود.

## جداسازی
به گفته جامعه شناسانی چون هارتموت هاوسرمن و والتر سیبل، جداسازی اجتماعی به عنوان «طرح سازی ساختار اجتماعی بر فضا» درک می‌شود؛ بنابراین جداسازی این واقعیت را توصیف می‌کند که گروه‌های اجتماعی به‌طور مساوی در فضا توزیع نشده‌اند. کانون‌های اجتماعی زمانی به وجود می‌آیند که افراد ممتاز مناطق مسکونی را به دلیل کیفیت پایین ترک می‌کنند و خانواده‌هایی را پشت سر می‌گذارند که گزینه‌های کمی برای انتخاب محل زندگی خود دارند. در نتیجه، معمولاً تصویر تغییر می‌کند، که منجر به طرد بیشتر خانواده‌های به اصطلاح پایدار می‌شود. این فرایند بخشی از اختلاط زدایی از جمعیت است که عمدتاً در شهرها اتفاق می‌افتد که به آن جداسازی می‌گویند.
در نتیجهٔ این فرایند «جزایر فقر» ظاهر می‌شود: «در حالی که اکثر مناطق مرفه خانواده‌های کم درآمد کمی دارند، در برخی مناطق شهری نرخ رفاه کودکان بیش از ۴۰ درصد است. شرایط زندگی محلی با زیرساخت‌های ضعیف مشخص می‌شود. در میان ساکنان بسیاری از دریافت کنندگان مقرری بیکاری، خردسالان و افراد کم درآمد وجود دارد. در این مناطق فقیر که به‌طور فزاینده ای از توسعه کلی شهری منزوی می‌شوند، خطراتی در حال انباشته شدن هستند که فشار قابل توجهی بر شانس زندگی ساکنان وارد می‌کند.
کانون‌های بحران اجتماعی در درجه اول یک پدیده در کشورهای دارای درآمد بالا و نابرابری آموزشی به وجود می‌آیند. جداسازی در آنجا می‌تواند به حدی برسد که صحبت از محله‌نشینی، گتوها یا محله‌های فقیرنشین شود. با توجه به ناهمگونی روزافزون جمعیت از نظر تحصیلات، مهارت‌های زبانی و مشارکت در بازار کار در ترکیب با افزایش عمومی بیکاری، تغییرات مهاجرت و شرایط سخت‌تر اقتصادی، کانون‌های بحران اجتماعی نیز در حال تبدیل شدن به یک مشکل فزاینده در اروپای غربی هستند.

## ادبیات
- هانس یورگن هوم: نقاط داغ اجتماعی شهری، محرومیت و کمک‌های اجتماعی. اوپلادن ۲۰۰۳.
- رئوف جیلان: مستعمرات قومی. منشأ، عملکرد و تغییر با استفاده از نمونه مساجد و کافه‌های ترکیه. ویسبادن ۲۰۰۶.